# Osasco (Brazilië)
Osasco is een Braziliaanse gemeente in de deelstaat São Paulo. De stad maakt deel uit van de grootstedelijke mesoregio São Paulo en is de zevende grootste stad van de staat. Het is een van de dichtstbevolkte steden ter wereld, vergelijkbaar met Tokio en New York. Het werd een zelfstandige stad op 19 februari 1962, daarvoor was het een district van de stad São Paulo.

## Geschiedenis
De stad werd gesticht in de negentiende eeuw door een Italiaanse migrant uit de stad Osasco. De stad was vroeger een industriestad maar heeft zich herontwikkeld en biedt nu meer diensten en winkels aan. De derde grootste bank van Brazilië, Bradesco, heeft zijn hoofdkantoor in Osasco.

## Geografie

### Hydrografie
De stad ligt aan de rivier de Tietê. De rivieren de Ribeirão Carapicuíba en Ribeirão Mutinga/Vermelho monden uit in de Tietê en maken deel uit van de gemeentegrens. 

### Aangrenzende gemeenten
De gemeente grenst aan Barueri, Carapicuíba, Cotia en São Paulo.

## Geboren
- Cristiane Rozeira (1985), voetbalster
- Ederson Moraes (1993), voetballer
- Antony Matheus dos Santos, "Antony" (2000), voetballer
- Rodrygo Goes (2001), voetballer